# Martin Goodman
Martin Goodman  (nacido como Moe Goodman; 18 de enero de 1908- 6 de junio de 1992) fue un editor de revistas estadounidense y uno de los responsables de dar vida a Timely Comics quien sería conocida a partir de 1961 como Marvel Comics gracias a su primo político, Stan Lee.

## Biografía
Moe Goodman, quien más tarde adoptaría el nombre de Martin, era el mayor de diecisiete hermanos. Sus padres Isaac Goodman (n. 1872) y Anna Gleichenhaus (n. 1875) eran inmigrantes judíos que se habían conocido en los Estados Unidos después de mudarse por separado de su Vilna natal, en el Imperio ruso. La familia vivía en diferentes hogares en el distrito de Brooklyn, Nueva York. De joven, Moe viajó por todo el país durante la Gran Depresión, viviendo en campamentos de vagabundos.
Se casó con Jean Davis, con quien tuvo tres hijos: Iden, Charles y Amy. Murió el 6 de junio de 1992 en su casa de Palm Beach, Florida, a los 84 años.
Su hijo Charles, conocido como "Chip", fundó su propia compañía de publicaciones en la que produjo ochenta revistas en el hogar, fitness, pornografía y otros nichos, antes de morir de neumonía en 1996, a los 55 años. El nieto Jason Goodman circa 2010 anunció una asociación con Ardden Entertainment para Relanzar los cómics de los años setenta de Goodman